# Podfuk za všechny prachy
Podfuk za všechny prachy (v anglickém originále The Great Money Caper) je 7. díl 12. řady (celkem 255.) amerického animovaného seriálu Simpsonovi. Scénář napsala Carolyn Omineová a díl režíroval Michael Polcino. V USA měl premiéru dne 10. prosince 2000 na stanici Fox Broadcasting Company a v Česku byl poprvé vysílán 24. září 2002 na stanici ČT1.

## Děj
Simpsonovi jdou do restaurace s kouzelnickou tematikou. Marge se tam opije ledovým čajem Long Island a Bart je natolik fascinován kouzly, že si v obchodě se suvenýry koupí kouzelnickou sadu. Cestou domů spadne z nebe, konkrétně z vesmírné stanice Mir, jeseter na kapotu auta Simpsonových, které je vážně poškozeno. Homer a Bart začnou se svým kouzelnickým vystoupením, aby si vydělali peníze, ale vystoupení není úspěšné a Homer nechá Barta, aby zbytek vystoupení zvládl sám. Bart zůstane na ulici a lidé mu začnou dávat peníze, aby se mohl dostat domů veřejnou dopravou. 
Cestou domů vidí Homer Barta v taxíku a po návratu domů vidí, jak jí Bart steak. Rozhodnou se, že si mohou vydělat peníze podvodem, avšak Marge a Líza je začnou podezřívat poté, co „kouzlili“ bez Bartovy soupravy, kterou zapomněli doma. Homer a Bart pokračují v podfucích a děda se přihlásí, že jim s nimi pomůže, protože byl za Velké hospodářské krize podvodníkem. Děda, Homer a Bart tak společně podvádějí obyvatele Springfieldského domova důchodců. Během podvodu jsou však Homer s Bartem zatčeni agentem FBI. Když se dostanou do vězení, zjistí, že agent FBI je sám podvodník a podvodem je připravil o peníze a auto. 
Homer a Bart tvrdí, že auto bylo ukradeno na parkovišti u kostela. Druhý den ráno jsou však překvapeni, když se dozvědí, že za krádež auta byl zatčen školník Willie, protože odpovídal popisu zloděje auta, jejž Homer s Bartem poskytli. U soudu modrovlasý právník přiměje Homera, aby řekl, že auto ukradl Willie. Poté, co je Williemu prokázána vina, sebere Wiggumovi pistoli a zastřelí ředitele Skinnera. V tu chvíli se Homer konečně přizná, že se lhal, ale Marge a samotní obyvatelé města Homerovi a Bartovi řeknou, že soud a krádež auta nastražili, aby jim dali lekci z podvádění lidí, a prozradí, že Skinnera ve skutečnosti nezastřelili (šlo o falešnou krev a zbraň byla nabitá slepými náboji), soudcem byl děda v latexové masce a podvodník, který jim ukradl auto, byl herec Devon Bradley. Když se Líza chystá vysvětlit, proč město, média a policejní úředníci „neměli nic lepšího na práci“ než jim ukázat důsledky jejich činů, Otto proběhne dveřmi soudní síně a vykřikne: „Pojďte honem, přišla vlna!“. Díl končí scénou se springfieldskou pláží, kde surfují postavy z dílu, včetně číšníka z restaurace, dvou astronautů z vesmírné stanice Mir a jesetera, jenž plave v moři.

## Produkce
Scénář k dílu napsala Carolyn Omineová a režíroval ho Michael Polcino. Poprvé byl odvysílán 10. prosince 2000 na stanici Fox ve Spojených státech.
Původně měla epizoda pojednávat o podvodech s bazény, nicméně v průběhu psaní prošel scénář několika změnami, až se autoři Simpsonových ustálili na příběhu o podvodech. Omineová v rámci přípravy na psaní dílu přečetla několik knih o podvodnících. Ostatní scenáristé se připravovali sledováním několika filmů o loupežích, včetně filmů Hráčské doupě, Papírový měsíc a Podraz, z nichž poslední dva jsou v dílu zmíněny. Například odhalení, že Devon Bradley, agent FBI, jenž je v dílu podvodníkem, bylo inspirováno těmito filmy.
V jedné scéně epizody Homer a Bart opouštějí obchod se suvenýry v Kouzelném paláci a ocitnou se v jiném obchodě se suvenýry. Scéna byla založena na zkušenosti tvůrce epizody Mika Scullyho, který, aby mohl opustit divadlo Lance Burtona po kouzelnickém představení, musel projít obchodem se suvenýry. Závěrečná scéna dílu prošla několika změnami, a v důsledku toho byla dokončena až v pozdní fázi výroby epizody. Scenáristé vymysleli scénu v soudní síni, ale po zastřelení Skinnera se zasekli na vymýšlení závěru. Nakonec se rozhodli, že soudní proces je podvod zinscenovaný obyvateli města, a scenárista Simpsonových George Meyer navrhl scénu surfování, jež díl uzavřela.

### Casting
Ve scéně, která byla nakonec z epizody vypuštěna, hrál sám sebe Robby Krieger, kytarista americké rockové skupiny The Doors. Kriegerovi byla přislíbena hostující role v Simpsonových poté, co štábu bylo povoleno použít píseň The Doors „The End“ pro epizodu 11. série Všechna sláva polní tráva. Během natáčení však Scully usoudil, že scéna příliš vyčnívá a že Kriegerovo cameo působí „příliš očividně podstrčeně“, takže scéna byla nakonec z dílu vystřižena a byla později zařazena na DVD set The Simpsons: The Complete Twelfth Season. Krieger se již oficiálně neobjevil v žádné epizodě Simpsonových. Podvodníka Devona Bradleyho ztvárnil americký herec a režisér Edward Norton. Scully najal Nortona pro tuto roli poté, co James L. Brooks, jeden z producentů Simpsonových, řekl Scullymu, že Norton je „velkým fanouškem seriálu“ a je ochoten v jedné epizodě hostovat. V audiokomentáři k dílu na DVD Scully poznamenal, že Norton je velmi všestranný a dokáže dokonale napodobit mnoho postav Simpsonových. Hlasatele v Kouzelném paláci, který říká větu „Přátelé, toto je mimo program, pomozte jí.“, namluvil Scully. Podle něj byla tato hláška do epizody „přidána na poslední chvíli“.

## Kulturní odkazy
Zápletka dílu volně vychází z americké komedie Papírový měsíc, která byla také inspirací pro Bartův a Homerův podvod na Neda Flanderse v tomto dílu. Jeho anglický název je parodií na film The Great Muppet Caper z roku 1981. Název navrhl scenárista Simpsonových Matt Selman. Závěr epizody zesměšňuje klišé, že na konci loupežných filmů jsou zvraty. Kouzelný palác, restaurace s kouzelnickou tematikou, kterou Simpsonovi navštíví na začátku epizody, je parodií na The Magic Castle, noční klub v hollywoodské čtvrti Los Angeles v Kalifornii. Homer si chce po jejich prvním podvodu koupit zpívající gumovou rybku. Na konci epizody Bart zvolá „Cowabunga!“, což je hláška hlavních postav animovaného seriálu Želvy Ninja. Ve scéně, kdy se děda připojí k Bartovi a Homerovi, děda zmíní film Podraz 2.

## Přijetí
V původním americkém vysílání 10. prosince 2000 získal díl podle agentury Nielsen Media Research rating 9,7, což znamená, že jej v době vysílání vidělo 9,7 % populace. Mezi dětmi se na tento díl dívalo 2,8 milionu diváků.
Ve své recenzi DVD box setu The Simpsons: The Complete Twelfth Season Colin Jacobson z DVD Movie Guide díl pochválil. Napsal, že na rozdíl od ostatních epizod sezóny Podfuk za všechny prachy „nespoléhá na příliš mnoho triků“, a proto působí realističtěji, i když podvody nepovažuje za „každodenní činnost“. V závěru své recenze napsal, že epizoda „si vede dobře sama o sobě“.
Jason Bailey z DVD Talk označil díl za jeden z vrcholů sezóny.
Matt Haigh z Den of Geek však označil Podfuk za všechny prachy za jednu z nejhorších epizod řady, stejně tak celého seriálu. Ve své recenzi Haigh kritizoval scenáristy Simpsonových za to, že příběh nedává smysl, a odsoudil závěr dílu za „překotný“.